# Riserva naturale Le Bine
La riserva naturale Le Bine è un'area naturale protetta situata nei comuni di Acquanegra sul Chiese e Calvatone, tra le province di Cremona e Mantova e inserita nel Parco dell'Oglio Sud. È stata istituita dalla regione Lombardia con Decreto di Consiglio nº 769 del 1º ottobre 1987.

## Il luogo

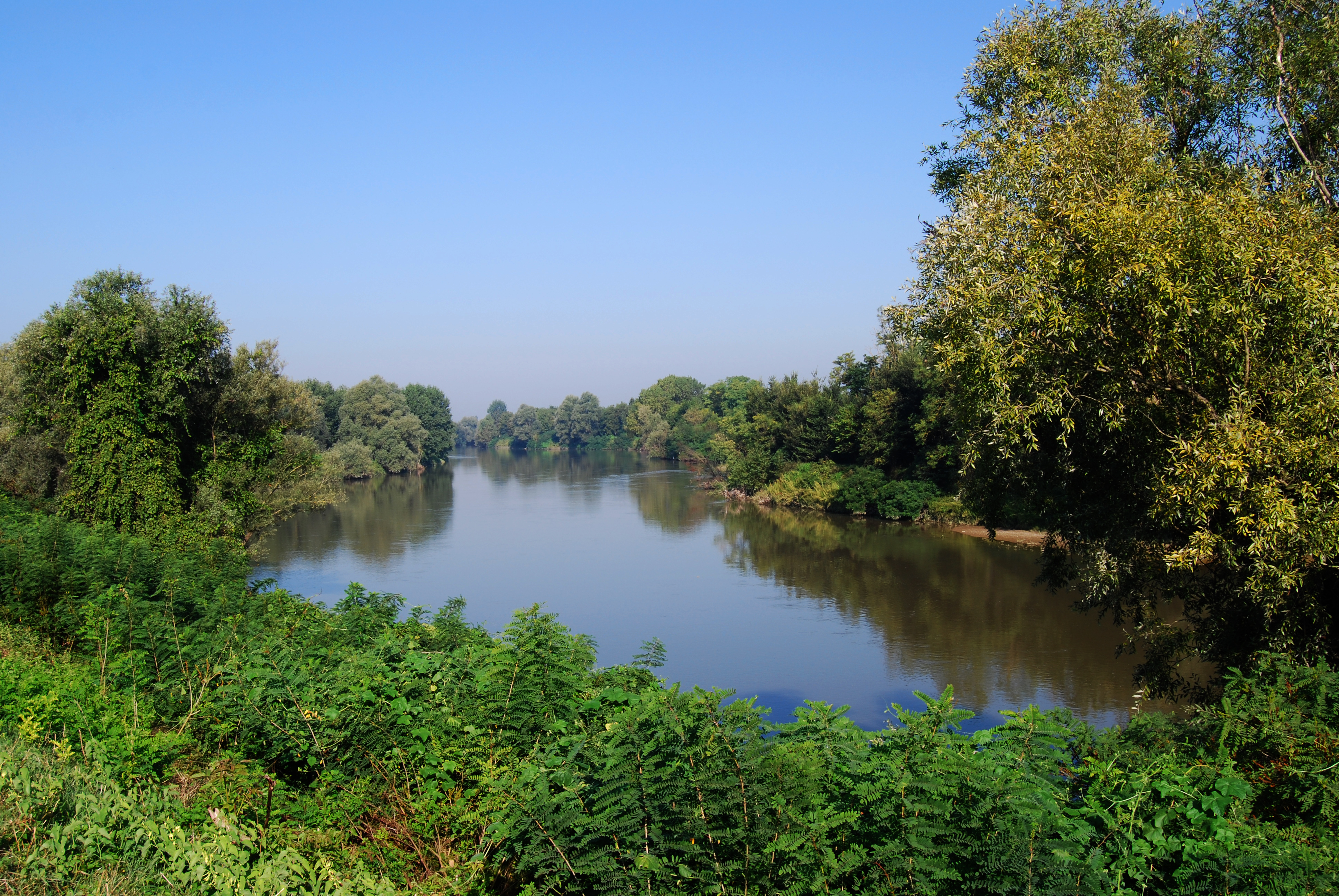
Calvatone - Riserva naturale Le Bine.

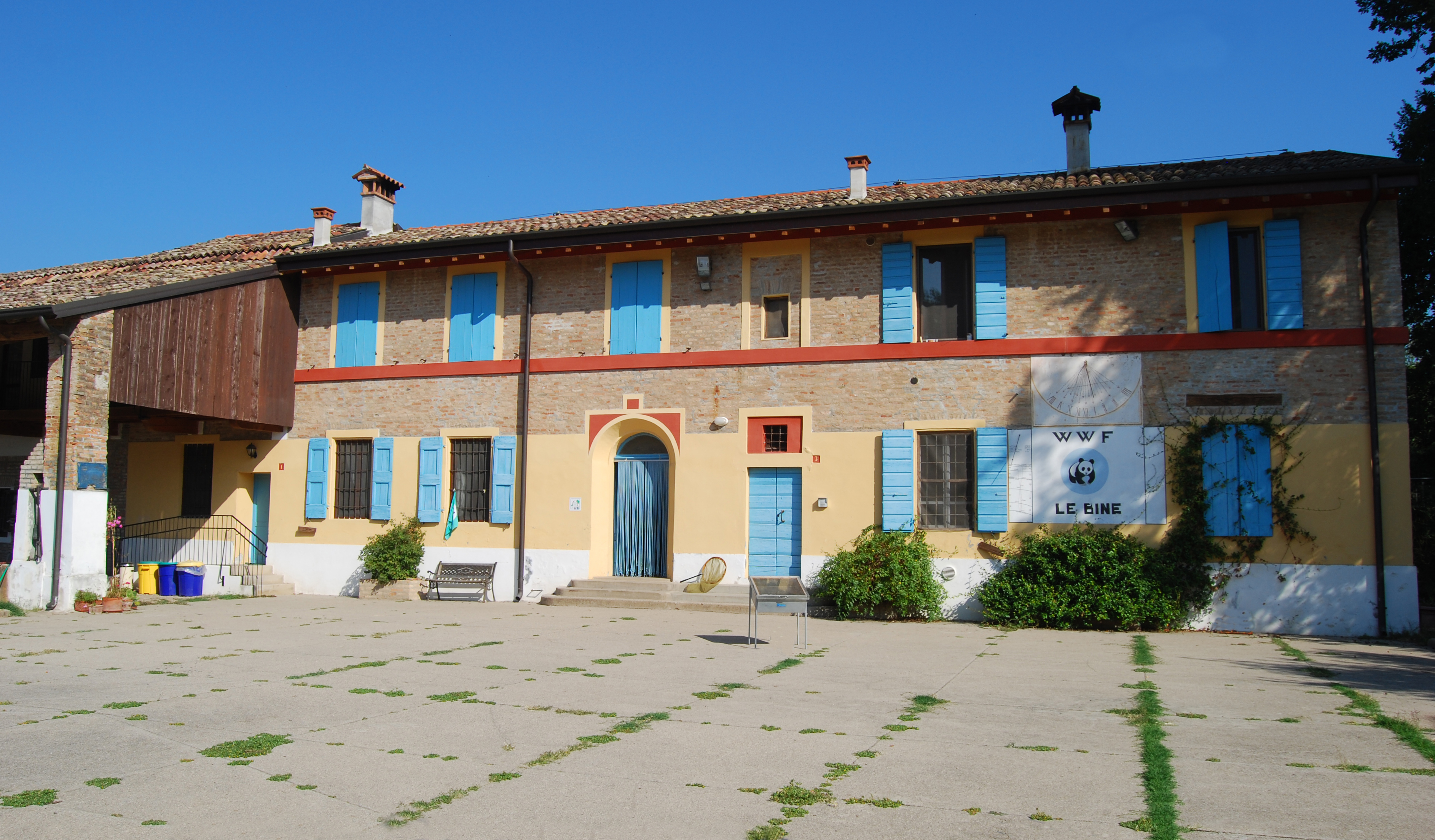
Centro visita - Le Bine

L'oasi è privata, anche la palude, e si è giunti alla costituzione della riserva grazie ad una politica mirata alla conservazione dell'ambiente. Nel anni 1972 e 1973 la popolazione locale si preoccupò affinché l'area venisse mantenuta e preservata da eventuali bonifiche. L'appello fu accolto dal WWF e il 10 maggio 1973 l'area venne dichiarata "oasi faunistica".
Attualmente nell'area gravitano tre soggetti: la proprietà, il WWF con politiche di conservazione, studio e attività didattica, ed un'azienda agricola che promuove un'attività agrituristica ed un'agricoltura biocompatibile. Tutto ciò ne fa dell'oasi la più sviluppata tra le riserve della Provincia di Cremona e Mantova per quanto riguarda la fruizione sostenibile.
La riserva si sviluppa attorno ad un vasto meandro del fiume Oglio ancora collegato ad esso ma anche con apporti d'acqua sorgentiferi. In effetti l'origine della palude non è naturale, ma è conseguenza di una rettificazione artificiale dell'Oglio, avvenuita nel XVIII secolo per favorire la navigazione. Il meandro abbandonato si è gradualmente impaludato, favorendo la colonizzazione di specie vegetali e animali tipiche delle zone palustri.
Nell'area vi sono interventi di rinaturalizzazione (sostituzione di aree coltivate con boschi e stagni), mentre nelle zone agricole la pioppicoltura, prevalente fino al 2002, è stata sostituita successivamente da impianti misti con latifoglie autoctone (arboricoltura da legno a scopo) in parte destinati a essere gestito come bosco.  Gli interventi sono stati realizzati grazie ai fondi europei sullo sviluppo rurale messi a disposizione tramite la Regione Lombardia.

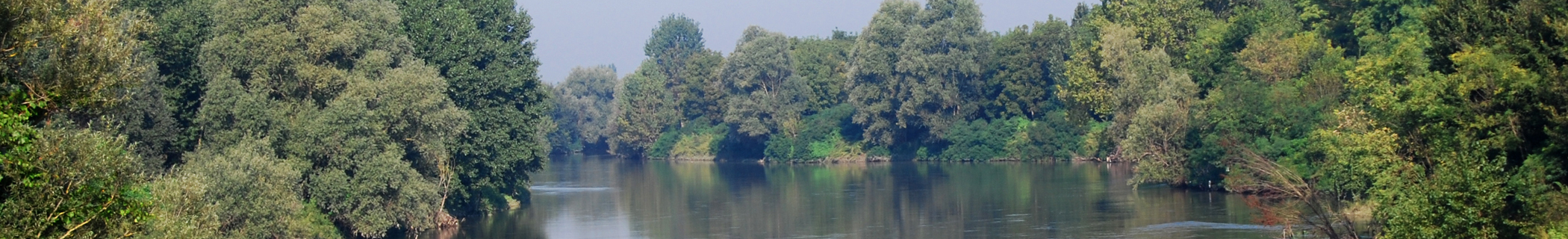
Riserva naturale Le Bine

## Flora
Fiume, argini, palude e zone coltivate permettono l'insediamento di diversi habitat.

### Acque profonde
- ninfea bianca;
- ninfea gialla;
- morso di rana;
- cannuccia di palude.

### Boschi
- Salice bianco;
- ontano nero;
- pioppo nero;
- pioppo bianco;
- frangola (rara);
- fusaggine;

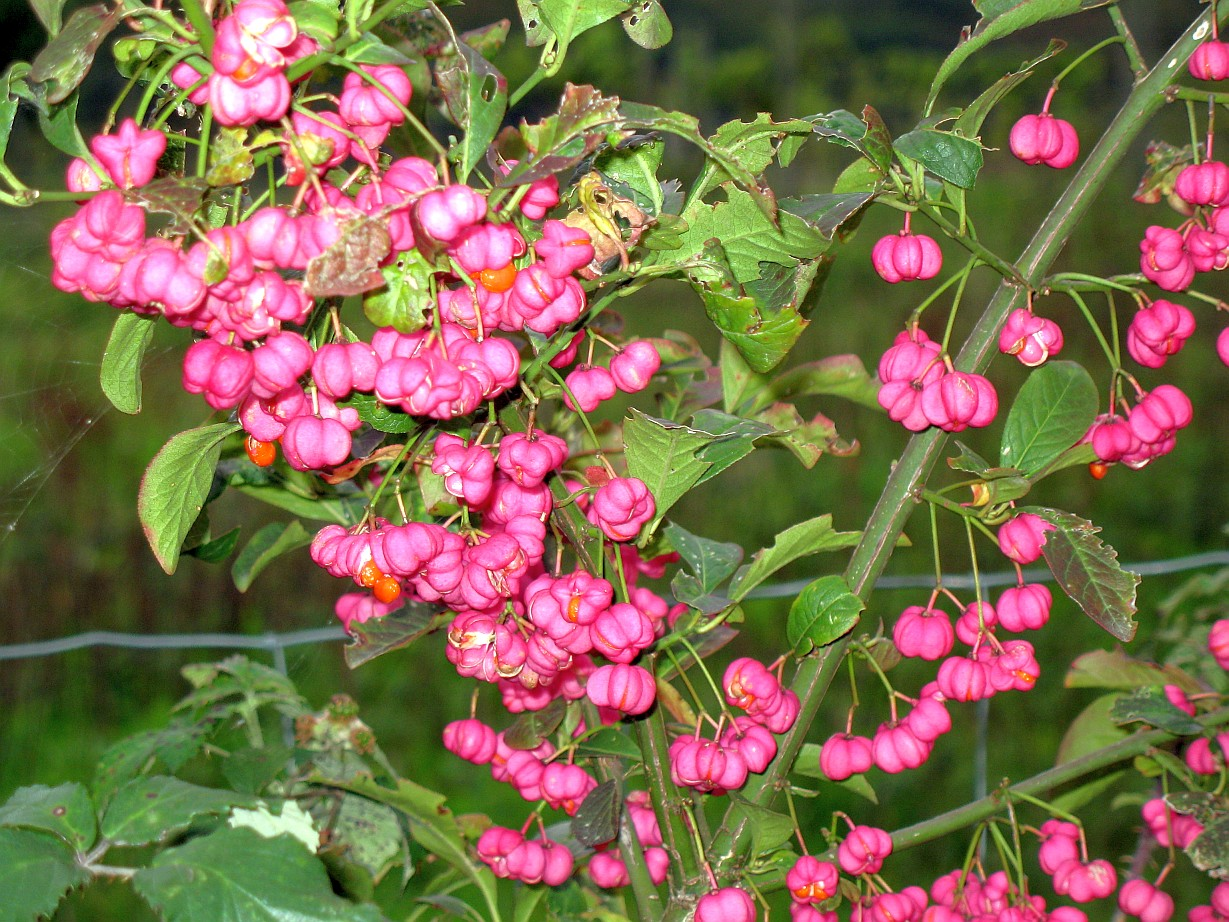
Fusaggine

- indaco bastardo (non autoctono e infestante).

## Fauna
Esempi di animali che abitano nell'oasi.

### Anfibi e rettili
- Rana di Lataste;
- colubro liscio;
- biscia tassellata;
- vipera;
- testuggine dalle orecchie rosse (non autoctona, di origine americana e diffusa da esemplari abbandonati).

### Mammiferi
- lupo, dal 2019, occasionale
- capriolo dal 2013, vi si riproduce dal 2015
- istrice, dal 2016, occasionale
- nutria
- lepre
- scoiattolo dal 2011
- volpe
- tasso
- faina
- donnola
- moscardino
- talpa;
- toporagno comune;
- toporagno d'acqua;
- crocidura minore;
- crocidura ventrebianco;
- arvicola di Savi;
- arvicola d'acqua;
- arvicola campestre;
- topo selvatico;
- topo selvatico dal collo giallo;
- topolino delle risaie;
- mustiolo;
- orecchione grigio;
- vespertilio di Natterer.

### Uccelli

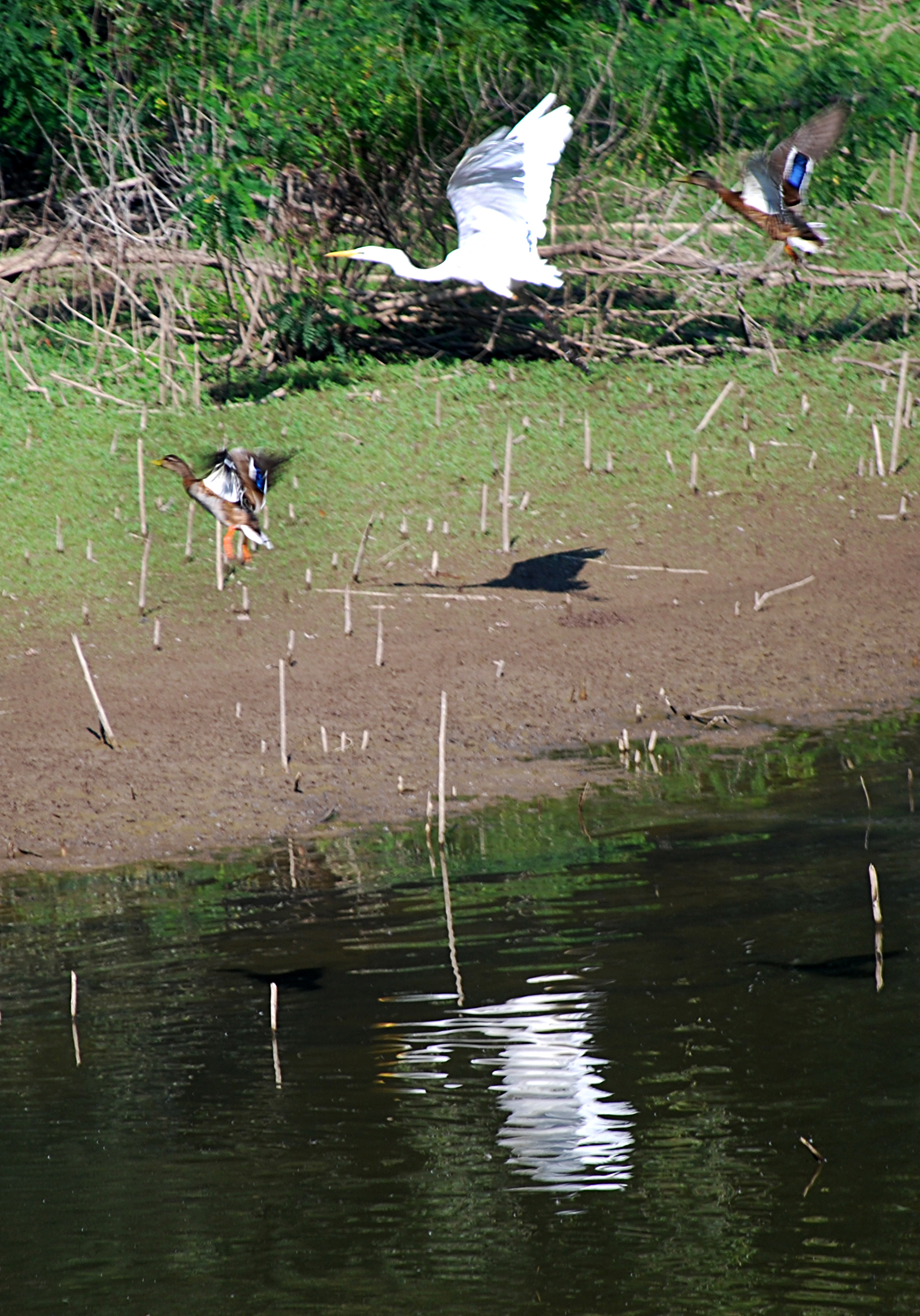
Avifauna

- Germano reale;
- cormorano;
- pavoncella;
- tarabuso;
- airone cenerino;
- usignolo;
- capinera;
- rigogolo;
- cannaiola;
- falco di palude;
- marzaiola;
- nitticora;
- rondine.

## Servizi
Percorsi di educazione ambientale per gruppi scolastici, tirocini di scuole secondarie e Università, percorsi in bicicletta lungo gli argini, agriturismo.

## Fonti
- Riserva Naturale Le Bine WWF Italia, su wwf.it. URL consultato il 18 maggio 2010 (archiviato dall'url originale il 30 dicembre 2009).
- Sito dell'oasi, su lebine.it.
- Sistema Parchi Regione Lombardia, su parchi.regione.lombardia.it (archiviato dall'url originale il 7 giugno 2006).
- Elenco Ufficiale delle Aree Naturali Protette, 5º Aggiornamento 2003